# Rachida Yacoubi
Rachida Yacoubi, född 1946, är en marockansk författare.
Yacoubis första roman, Ma vie, mon cri ("Mitt liv, mitt skrik", 1995), beskrev kvinnans situation i Marocko och orsakade uppmärksamhet både inom och utom landet. Boken är delvis självbiografisk och handlar om en kvinna som skiljer sig från sin alkoholiserade make för att bo ensam med fyra barn i en kåkstad. Hon var den första kvinnliga författaren att beskriva kvinnors situation skönlitterärt, ett ämne som tidigare endast hade behandlats av manliga författare som Tahar Ben Jelloun, Driss Chraïbi och Abdelhak Serhane samt av forskare och samhällsvetare. Romanen blev mycket läst och Yacoubi reste ofta till Europa för att tala om kvinnans situation.
I Yacoubis efterföljd har andra marockanska kvinnliga författare skrivit om genusfrågor, däribland Halima Benhaddou, Leila Houari, Nafissa Sbaï och Fatiha Boucetta. 2002 gav Yacoubi ut en essä om sin tid i fängelse, "Je dénonce", som visar hur ojämställda kvinnor och män är inför lagen i Marocko.